# 天主教科隆总教区
天主教科隆總教區（德語：Erzbistum Köln；拉丁語：Archidioecesis Coloniensis）是羅馬天主教在德國科隆設立的總教區，也曾經是神聖羅馬帝國的采邑主教區之一，與其他領土一起並稱為科隆采邑總主教區，12世紀科隆總主教被立為選帝侯後又被稱為科隆選侯國。

## 現況

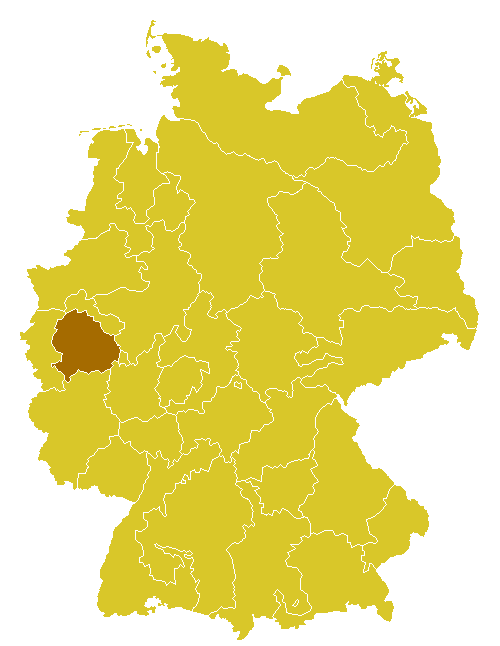
科隆總教區管轄範圍圖

2011年有教友2,080,656人，佔轄區總人口40.4%、554個堂區、1,041名司鐸、312名執事、298名修士、1,599名修女。現任總主教為萊內·瑪利亞·沃爾基樞機。

## 歷史

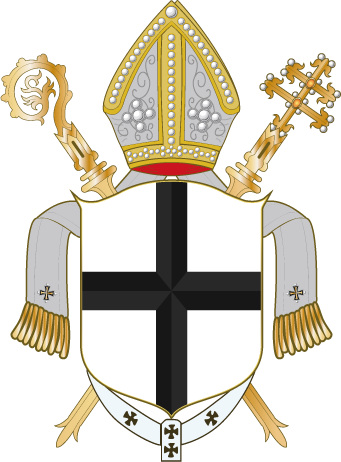
科隆總教區牧徽

科隆是古代羅馬城市。1288年成為自由城市，主教府從科隆主教座堂遷到波恩。其版圖包括沿著萊茵河左岸，西方濱臨著於利西公國的狹長地帶；以及萊茵河對岸的威斯特伐利亞公國、貝格和馬克這兩個地區。傳統上，科隆總主教被列為德國的選帝侯之一，以及意大利和勃艮第的大書記官（Archchancellor），技術上從1238年和1263年（不再改變）直到1803年。
在16世紀，至少有兩位科隆總主教改宗新教。第一位Hermann von Wied 在改宗後辭去總主教職務。但是格布哈特·特鲁赫泽斯·冯·瓦尔德堡在1582年改宗加爾文派後，試圖進行世俗化，這導致科隆戰爭，巴伐利亞軍隊安排一位巴伐利亞王子Ernst擔任總主教，這是德國的反宗教改革第一個重大勝利。從此直到18世紀中葉，總教區受到統治巴伐利亞的維特爾斯巴赫家族的強烈影響。由於這一時期，總主教也經常領有明斯特和列日這兩個采邑主教區，成為德國西北部最有實力的諸侯之一。
1795年以後，總教區的版圖因地處萊茵河左岸被法國占領，並於1801年正式合併。1803年，《帝國代表重要決議》（Reichsdeputationshauptschluss）世俗化總教區的其餘部分，將威斯特伐利亞公國割給黑森-達姆施塔特伯國。科隆在1824年重新成為無世俗政治權力的總教區，直到今日。